# Abdelrahman Boudah
Abdelrahman Boudah, fino all'aprile 2023 noto come Abdelrahman Saidi (Göteborg, 13 agosto 1999), è un calciatore svedese, attaccante o centrocampista dell'Albirex Niigata.

## Carriera
Cresciuto nel settore giovanile dell'Norrby, debutta in prima squadra il 21 maggio 2017 in occasione dell'incontro di Superettan vinto 2-1 contro l'IFK Värnamo.
Nel febbraio 2021 viene acquistato a titolo definitivo dal Degerfors, squadra con cui esordisce in Allsvenskan, contribuendo al raggiungimento della salvezza con 4 gol e 4 assist in 29 presenze. Inizia il campionato al Degerfors anche l'anno seguente, quando incrementa la propria produzione offensiva con 5 reti segnate in 11 partite di inizio stagione, fino a quando viene ceduto.
L'11 luglio 2022, a stagione in corso, viene presentato ufficialmente come nuovo giocatore dell'Hammarby. Sei giorni dopo, all'esordio in biancoverde, dopo 7 minuti di gioco realizza il primo gol della sfida vinta contro l'Elfsborg. Le sue cifre in campionato con l'Hammarby a fine anno sono di 3 reti in 17 presenze.
Prima dell'inizio dell'Allsvenskan 2023 decide di iniziare ad usare il cognome della madre, passando dunque da Abdelrahman Saidi ad Abdelrahman Boudah. In quel campionato non va a segno e disputa solo 13 incontri anche per via di una frattura al piede, la terza della sua carriera. Boudah inizia all'Hammarby anche la stagione 2024, ma nelle prime 12 giornate trova spazio solo 4 volte da titolare e 6 da subentrante.
Per ottenere maggiore spazio, durante la pausa estiva dell'Allsvenskan 2024 viene girato in prestito fino alla fine dell'anno al Västerås SK, squadra neopromossa che però stava occupando l'ultimo posto in classifica.

## Statistiche

### Presenze e reti nei club
Statistiche aggiornate al 1º novembre 2021.
| Stagione        | Squadra         | Campionato      | Campionato | Campionato | Coppe nazionali | Coppe nazionali | Coppe nazionali | Coppe continentali | Coppe continentali | Coppe continentali | Altre coppe | Altre coppe | Altre coppe | Totale | Totale |
| Stagione        | Squadra         | Comp            | Pres       | Reti       | Comp            | Pres            | Reti            | Comp               | Pres               | Reti               | Comp        | Pres        | Reti        | Pres   | Reti   |
| --------------- | --------------- | --------------- | ---------- | ---------- | --------------- | --------------- | --------------- | ------------------ | ------------------ | ------------------ | ----------- | ----------- | ----------- | ------ | ------ |
| 2017            | Norrby          | S1              | 17         | 2          | CS              | 4               | 0               |                    | -                  | -                  |             | -           | -           | 21     | 2      |
| 2018            | Norrby          | S1              | 25         | 3          | CS              | 4               | 0               |                    | -                  | -                  |             | -           | -           | 29     | 3      |
| 2019            | Norrby          | S1              | 27         | 4          | CS              | 1               | 0               |                    | -                  | -                  |             | -           | -           | 28     | 4      |
| 2020            | Norrby          | S1              | 26         | 7          | CS              | 1               | 0               |                    | -                  | -                  |             | -           | -           | 27     | 7      |
| 2021            | Degerfors       | A               | 25         | 4          | CS+CS           | 4+0             | 1+0             |                    | -                  | -                  |             | -           | -           | 29     | 5      |
| Totale carriera | Totale carriera | Totale carriera | 120        | 20         |                 | 14              | 1               |                    | -                  | -                  |             | -           | -           | 134    | 21     |